# Cyanazin
Cyanazin ist eine chemische Verbindung aus der Gruppe der Triazine und organischen Chlorverbindungen.

## Eigenschaften
Cyanazin ist ein brennbarer weißer Feststoff, der in Wasser sehr schwer löslich ist. Cyanazin zersetzt sich beim Erhitzen, wobei Cyanide, Chlorwasserstoff und Stickoxide entstehen. Es ist bei einem pH-Wert von 7 stabil und hydrolysiert bei einem pH-Wert von 5 langsam, vor allem zu Deisopropylatrazin.

## Verwendung
Cyanazin wird als Herbizid verwendet. Es wurde ab 1965 von Degussa im Auftrag von Shell entwickelt und erzielte eine höhere Wirksamkeit als Atrazin. Die Verbindung wurde 1967 in den USA und 1968 in Europa angekündigt und patentiert. Innerhalb weniger Jahre erreichte Cyanazin eine sehr starke Verbreitung in der Landwirtschaft. 1995 kündigte der zu dieser Zeit größte Hersteller DuPont an, die Produktion einzustellen. Die Fertigung stoppte 1999 und 2002 wurden die letzten Chargen verkauft.

## Zulassung
In den EU-Staaten einschließlich Deutschland und Österreich sind keine Pflanzenschutzmittel zugelassen, die Cyanazin als Wirkstoff enthalten. In der Schweiz war ein Cyanazin-Präparat beim Anbau von Erbsen zugelassen, die Bewilligung wurde allerdings beendet.

## Handelsnamen
- Bladex